# Z Doradus
Z Doradus är en misstänkt långsam irreguljär variabel som klassificerats som LC-typ i stjärnbilden Svärdfisken och tillhör Stora magellanska molnet.
Stjärnan varierar mellan fotografisk magnitud +16,0 och 17,0 utan någon känd periodicitet.